# Silverglasögonfågel
Silverglasögonfågel (Zosterops leucophoeus) är en fågel i familjen glasögonfåglar inom ordningen tättingar.

## Utseende och läte
Silverglasögonfågeln är en rätt stor och kraftig glasögonfågel. Den är mestadels ljus med vitaktigt huvud och gråbrunt på vingar och stjärt. Den ses ofta tillsammans med príncipeglasögonfågeln, men denna är något mindre och mycket mörkare. Bland lätena hörs ljust tjatter, framfört i flock, och ett upprepat "tsit-tit-cher-it-it" som sång.

## Utbredning och systematik
Fågeln förekommer enbart på ön Príncipe i Guineabukten. Den behandlas som monotypisk, det vill säga att den inte delas in i några underarter.

### Släktestillhörighet
Tidigare placerades den i släktet Speirops tillsammans med arterna kamerunglasögonfågel, biokoglasögonfågel och sotglasögonfågel. Genetiska studier visar dock att de dels är inbäddade i det stora släktet Zosterops, dels att de inte är varandras närmaste släktingar. Numera inkluderas de vanligen i Zosterops.

## Levnadssätt
Silverglasögonfågeln ses i skogar och plantage i små till stora grupper. Den slår ofta följe med artblandade flockar.

## Status
Silverglasögonfågeln har ett mycket litet utbredningsområde och dess beståndsutveckling är oklar. Den anses dock inte vara hotad. IUCN kategoriserar arten som livskraftig. Beståndet uppskattas till mellan 4300 och 8200 vuxna individer.